# عور (مشگین‌شهر)
عور روستایی است که در استان اردبیل، شهرستان مشگین‌شهر، بخش مرکزی، دهستان مشگین غربی قرار 
.

## جمعیت
بر اساس سرشماری سال ۱۳۸۵ جمعیت این روستا ۵۰۶ نفر با ۱۰۳ خانوار بوده‌است.